# Hadennia
Hadennia is een geslacht van vlinders van de familie spinneruilen (Erebidae), uit de onderfamilie Herminiinae.

## Soorten
- H. duplicata Warren
- H. emmelodes Bethune-Baker, 1908
- H. jutalis Walker, 1858
- H. maculifascia Hampson, 1895
- H. nakatanii Owada, 1979
- H. nigerrima Swinhoe, 1918
- H. ochreistigma Hampson, 1895
- H. ornata Warren
- H. pallifascia Holloway, 1976
- H. prunosa Moore, 1885
- H. purifascia Prout, 1932
- H. purpurea Warren
- H. subapicibrunnea Holloway, 1976
- H. umbrina Tams, 1924